# 阿謝爾·伊利亞拉門迪
阿謝爾·伊利亞拉門迪·安多内吉（西班牙語：Asier Illarramendi Andonegi，發音：[aˈsjeɾ iʎaraˈmendi andoˈneɣi]；1990年3月20日—），出生於西班牙穆特里庫，是一名西班牙足球運動員，司職中場，現効力達拉斯。

## 生涯

### 俱乐部生涯

#### 皇家社会
伊利亚拉门迪出生于西班牙穆特里庫，是一名皇家社会的青训产品。他在2008-2011年期间都在皇家蘇斯達B隊里度过，在西丙2009-10赛季出场27次并打入两粒进球。2010年6月19日，西乙的最后比赛日，在一线队已经确认夺冠并升入西甲的情况下，伊利亚拉门迪第一次代表一线队正式出场，球队最后在客场1 - 4输给了埃尔切。
2011年1月23日，伊利亚拉门迪第一次在西甲联赛出场，球队1 - 2输给了比利亞雷阿爾。接下来的一个月，他第一次为球队首发出场并打满90分钟。
伊利亚拉门迪在2012-13西甲赛季出场32次，皇家社会获得了联赛第四名的成绩，在10年内首次进军欧洲冠军联赛。

#### 皇家马德里
2013年7月12日, 伊利亚拉门迪与皇家马德里签下了一份为期六年的合约，转会费为3200万欧元。，这是球队为西班牙籍球员付出的历史最高转会费。 他在9月14日球队2 - 2打平比利亚雷亚尔的比赛中首次出场，在12月18日球队在西班牙国王杯对阵哈蒂瓦奥林匹克竞技俱乐部的比赛打入在皇家马德里的处子球。
伊利亚拉门迪在2014年2月22日打入自己联赛的处子球。4月5日在对阵皇家社会的比赛中打入联赛第二粒进球。 
後來皇馬補進許多大牌中場後伊利亞拉門迪的邊緣處境更雪上加霜，最終於2015年轉會皇家社會。

### 国家队生涯

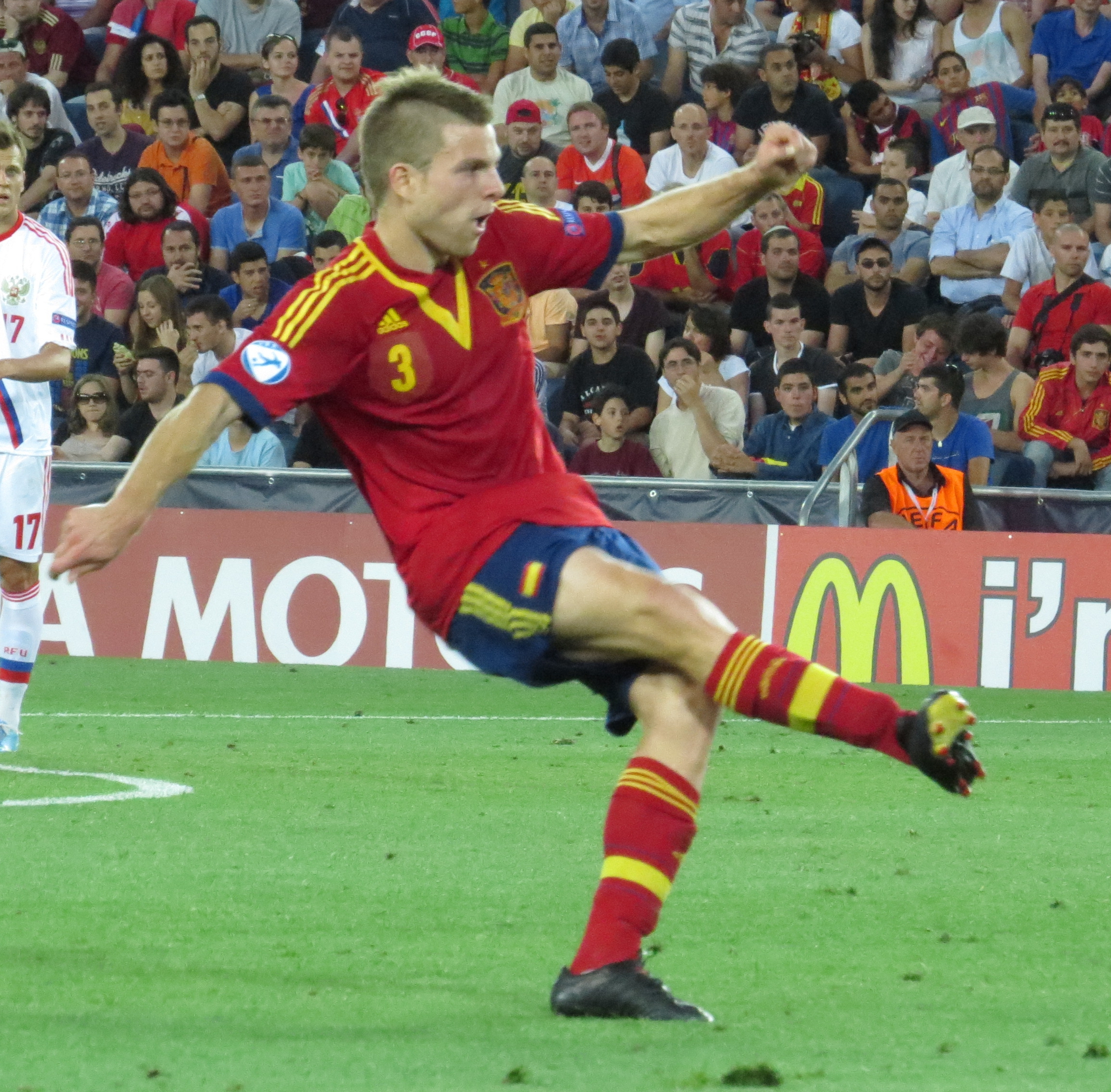
為西班牙披甲上陣的伊利亚拉门迪

伊拿拉文迪於2006年入選西班牙U17國家隊，並隨隊參加2007年U17世界盃足球賽，在決賽中，他射失一球十二碼，使球隊失落冠軍。雖然如此，他還是先後晉升至U19和U21國家隊。2013年7月，他取得2013年U21歐洲杯的參賽資格。在這屆賽事中，他取得了正選位置外，還協助球隊奪得冠軍，並當選整個賽事的最佳十一人名單。
2017年6月7日，伊拿拉文迪初次代表西班牙國家隊出场，在穆尔西亚2-2战平哥伦比亚的友谊赛中打满90分钟。

## 榮譽

### 球會

#### 皇家馬德里
- 西班牙國王盃冠軍（2014年）
- 歐洲聯賽冠軍盃冠軍（2014年）
- 歐洲超級盃冠軍（2014年）
- 世界冠軍球會盃冠軍（2014年）

### 国家队
西班牙 U21
- 欧洲U-21足球锦标赛冠军（2013年）

西班牙 U17
- U17世界盃足球賽亚军（2007年）

## 俱乐部统计
最後更新：2014年8月12日
| 俱乐部     | 赛季     | 联赛 | 联赛 | 杯赛 | 杯赛 | UEFA | UEFA | 其他1 | 其他1 | 总计 | 总计 |
| 俱乐部     | 赛季     | 出场 | 进球 | 出场 | 进球 | 出场 | 进球 | 出场  | 进球  | 出场 | 进球 |
| ---------- | -------- | ---- | ---- | ---- | ---- | ---- | ---- | ----- | ----- | ---- | ---- |
| 皇家社会   | 2009–10  | 1    | 0    | 0    | 0    | —    | —    | —     | —     | 1    | 0    |
| 皇家社会   | 2010–11  | 3    | 0    | 0    | 0    | —    | —    | —     | —     | 3    | 0    |
| 皇家社会   | 2011–12  | 18   | 0    | 0    | 0    | —    | —    | —     | —     | 18   | 0    |
| 皇家社会   | 2012–13  | 32   | 0    | 2    | 0    | —    | —    | —     | —     | 34   | 0    |
| 总计       | 总计     | 54   | 0    | 2    | 0    | —    | —    | —     | —     | 56   | 0    |
| 皇家马德里 | 2013–14  | 29   | 2    | 9    | 1    | 11   | 0    | 0     | 0     | 49   | 3    |
| 皇家马德里 | 2014–15  | 0    | 0    | 0    | 0    | 0    | 0    | 1     | 0     | 1    | 0    |
| 总计       | 总计     | 29   | 2    | 9    | 1    | 11   | 0    | 1     | 0     | 50   | 3    |
| 生涯总计   | 生涯总计 | 83   | 2    | 11   | 1    | 11   | 0    | 1     | 0     | 106  | 3    |

1包括西班牙超級盃, 歐洲超級盃和國際足協世界冠軍球會盃.